# Vittorio De Seta

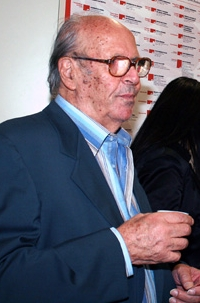
Vittorio De Seta (2007)

Vittorio De Seta (* 15. Oktober 1923 in Palermo; † 28. November 2011 in Sellia Marina) war ein italienischer Drehbuchautor und Filmregisseur.

## Leben
De Seta wurde als Sohn einer wohlhabenden Familie geboren. Ein Architekturstudium in Rom brach er ab, um sich ganz der Filmerei zu widmen. Zwischen 1954 und 1959 drehte er zehn kurze Dokumentarfilme, von denen die ersten sieben das Alltagsleben auf Sizilien schildern. Drei weitere Dokumentarfilme entstanden auf Sardinien und in Kalabrien.
Der erste lange Dokumentarfilm Banditi a Orgosolo entstand 1960 auf Sardinien. Er löste zusammen mit den Filmen von Pier Paolo Pasolini eine zweite Welle des italienischen Neorealismus aus und wurde 1961 auf den Internationalen Filmfestspielen von Venedig prämiert.
In der Folgezeit widmete sich De Seta auch anderen Genres, bis er 1980 wieder zum Dokumentarfilm zurückkehrte. Sein letzter Film Lettere dal Sahara wurde ebenfalls bei den Internationalen Filmfestspielen von Venedig ausgezeichnet.
De Seta lebte zuletzt in Rom und auf Sizilien.

## Filmografie
- 1954: Vinni lu tempu di li pisci spata (Thema: Schwertfischfang bei Messina)
- 1954: Isole di fuoco (Thema: Vulkanausbrüche auf den Äolischen Inseln)
- 1955: Sulfatera (Thema: Arbeitsbedingungen in den Schwefelminen Siziliens)
- 1955: Parabola d'oro (Thema: Getreideernte auf Sizilien)
- 1956: Pasqua in Sicilia (Thema: Ostern auf Sizilien)
- 1956: Contadini del mare (Thema: Thunfischfang an der Westküste Siziliens)
- 1958: Pescherecci (Thema: Fischer auf der Insel Lampedusa)
- 1958: Pastori di Orgosolo (Thema: Viehzucht auf Sardinien)
- 1958: Un giorno in Barbagia (Thema: Hirten auf Sardinien)
- 1959: I dimenticati
- 1961: Die Banditen von Orgosolo (Banditi a Orgosolo)[3]
- 1966: Un uomo a metà
- 1969: Die Eingeladene (L’invitée)
- 1973: Diario di un maestro (Fernsehserie)
- 1974: Un Anno a Pietralata (Fernsehserie)
- 1980: La Sicilia rivisitata
- 1993: In Calabria
- 2003: Dedicato ad Antonino Uccello
- 2006: Lettere dal Sahara